# Alexander Heidenreich
Alexander Heidenreich (* 27. März 1972 in Ost-Berlin) ist ein deutscher Schauspieler und Unternehmer. Er wurde unter anderem bekannt durch seine Hauptrollen in den Kinderfilmen Unternehmen Geigenkasten und Pianke sowie durch seine Mitwirkung als Pfleger Tom in der Fernsehserie Für alle Fälle Stefanie.

## Kindheit und Jugend
Als Sohn von Roswitha Franke und Hans-Jürgen Nieke wuchs Heidenreich ab seinem zweiten Lebensjahr bei seiner Mutter und ihrem zweiten Mann auf, von dem er auch seinen Nachnamen erhielt. Er ging in Treptow zur Schule und machte nach dem Abitur eine Ausbildung zum Elektrotechniker. Bereits mit neun Jahren war er von Gunter Friedrich für den Film entdeckt worden. Es folgte eine andauernde Zusammenarbeit mit der DEFA und dem DFF. Als Teenager schloss Heidenreich sich dem Jugend-Kabarett „Die Stachelbären“ an, mit dem er bis 1989 Auftritte in Prag und nach Öffnung der Mauer im BKA in Berlin hatte.

## Schauspielkarriere und Leben
Nach eineinhalbjähriger Ausbildung als Schauspieler im Schauspielstudio Maria Körber in Berlin wurde Heidenreich 1990 vom Deutschen Bühnenverein vorzeitig sein Abschluss bescheinigt. Schon während seiner Zeit an der Schauspielschule spielte er verschiedenste Rollen, unter anderem am Hansatheater in der komödiantischen Aufführung der Feuerzangenbowle und den Berliner Kammerspielen in Frank Wedekinds Drama Frühlings Erwachen den Moritz Stiefel. Hans Neuenfels engagierte ihn erstmals für die Rolle des indischen Knaben im Sommernachtstraum, dem letzten Stück, das im Berliner Schillertheater vor dessen Schließung 1993 Premiere hatte.
Eine fast lebenslange Zusammenarbeit sollte folgen. Außerdem spielte Heidenreich zahlreiche Rollen im Theater und im Fernsehen. Besonders zu erwähnen sind seine Auftritte in verschiedenen Opernhäusern als Schauspieler. Seit 1995 ist der Mime mit seiner Kollegin Carola Maria Freiwald verheiratet, mit der er seit 2011 das Handelsunternehmen inSpheres GBR betreibt.

## Filmografie (Auswahl)
- 1981: Furcht und Elend des Dritten Reiches
- 1982: Ein Tag aus Goethes Kindheit
- 1983: Pianke (Fernsehfilm)
- 1984: Unternehmen Geigenkasten
- 1987: Hasenherz
- 1987: Einzug ins Paradies
- 1989: Eine Frau für drei (Fernsehfilm)
- 1994: Mordslustgeschichten
- 1995: Für alle Fälle Stefanie
- 1999: Wolffs Revier
- 1998: Tatort: Berliner Weiße
- 2002, 2004: Dr. Sommerfeld – Neues vom Bülowbogen

## Bühnentätigkeit
- 1992–1993 Berliner Kammerspiele
  - Frühlings Erwachen Regie: Dietrich Hilsdorf
  - Was ihr wollt Regie: Dietrich Hilsdorf
  - Mama hat den besten Shit Regie: Ralf Milde
- 1993 Schiller-Theater Berlin
  - Ein Sommernachtstraum, Regie: Hans Neuenfels
- 1994 Staatstheater Wiesbaden
  - Die verzauberten Brüder
- 1995–1998 Vagantenbühne, Berlin
  - Kuss der Spinnenfrau, Regie: Ralph Nürnberger
  - Vermummte, Regie: Folke Braband
  - Die Schaukel, Regie: Folke Braband
  - Die Odyssee, Regie: Andreas Schmidt
- 1998–2009 Württembergisches Staatstheater Stuttgart
  - Die Entführung aus dem Serail, Regie: Hans Neuenfels
  - Die Sache Makropulos, Regie: Hans Neuenfels
- 2000 Residenztheater München
  - Frau Schlemihl und ihre Schatten, Regie: Hans Neuenfels
- 2000–2008 Deutsche Oper Berlin
  - Nabucco, Regie: Hans Neuenfels
- 2004 Nationaltheater Mannheim
  - Die Schnecke, Regie: Hans Neuenfels[5]
- 2006 Komödie am Kurfürstendamm Berlin
  - Charleys Tante, Regie: Folke Braband
- 2006–2009 Komische Oper Berlin
  - Die Zauberflöte, Regie: Hans Neuenfels